# Aconitum alpinonepalense
Aconitum alpinonepalense  är en ranunkelväxt som beskrevs av Michio Tamura. Aconitum alpinonepalense ingår i släktet stormhattar, och familjen ranunkelväxter.
Inga underarter finns listade i Catalogue of Life.